# Аталанти
Аталанти (на гръцки: Αταλάντη) е градче в Република Гърция, разположено в областта Фтиотида. Градът е център на дем Локри и има население от 5949 души (2001). Разположен е близо до морския бряг, срещу остров Евбея (Евия).
След разгрома на Халкидическото и Негушкото въстание в Македония по време на Гръцката войска за независимост в Аталанти, близо до северната граница на новообразуваната гръцка държава, се заселват множество македонски бежанци.

## Личности
Родени в Аталанти
- Николаос Думбиотис (1866 – 1951), гръцки революционер и политик, деец на гръцката въоръжена пропаганда в Македония

Починали в Аталанти
- Анастасиос Химевтос (1795 – 1853), гръцки революционер, участник във Войната за независимост
- Ангел Гацо (1771 – 1839), гръцки революционер, участник във Войната за независимост
- Астерьос Петру, гръцки революционер, участник във Войната за независимост
- Атанасиос Влахомихалис (1805 – ?), гръцки революционер, участник във Войната за независимост
- Атанасиос Сиропулос (? – 1856), гръцки революционер, участник във Войната за независимост
- Влахомихалис (Йеро Влахос, 1878 – 1845), гръцки революционер, участник Войната за независимост
- Георгиос Астериу (? – 1847), гръцки революционер, участник Войната за независимост
- Димитриос Кокалиотис, гръцки революционер, участник Войната за независимост
- Димитриос Лякопулос, гръцки революционер, участник във Войната за независимост
- Константинос Бинос (1785 – 1861), гръцки революционер, участник във Войната за независимост
- Теодорос Зякас (1800 – 1882), гръцки революционер, участник във Войната за независимост